# Телма Пейн
Телма Пейн (англ. Thelma Payne, 18 липня 1896 — 7 вересня 1988) — американська стрибунка у воду.
Бронзова медалістка Олімпійських Ігор 1920 року.